# Banka (narod)
Banka, maleno pleme Mande crnaca naseljeno u administrativnom distriktu Danderesso u Maliju, uključujući i gradove Nougoussouala (Nonko), Fourouma, Mamarasso (Mora), Famsara i Zantiguila. Poznati su i pod nazivima Bankagoma i Samogho. Njihov jezik, poznat kao bankagooma, banka, bankagoma, bankagoroma i bankaje član je podskupine Samogo, niger-kongoanska porodica, ima preko 5.000 govornika. Po vjeri su muslimani. 

## Vanjske poveznice
- Mission Atlas Project  Arhivirana inačica izvorne stranice od 2. prosinca 2010. (Wayback Machine)